# Hit Mania 2009
Hit Mania 2009 è una compilation di artisti vari facente parte della serie Hit Mania.
La compilation è mixata dal dj Mauro Miclini.
All'interno è presente una bonus track "Tomorrow hits" from Banana Records 2.0 che include:
"Voglio Tempo"- Marco Santilli;
"Disco Dj" - Francesco Mignogna;
"Invincibile" - Riccardo Poveromo;
"I love you" - Bed 4;
"You and me" - Simo;
"Salomè" - Francesca Romana.

## Tracce
1. Estelle – No substitue love
2. Qwote – Don’t wanna fight (feat. Shaggy)
3. Lady Gaga – Just dance (feat. Colby O’Donis)
4. The BPA – Toe Jam
5. Guru Josh Project – Infinity 2008
6. Cidinho e Doca – Rap das armas
7. Laurent Wolf – Wash my world
8. R.I.O. – When the sun comes down
9. Fish e Chips vs. Tanya Louise – Deep in you
10. Selma Hernandes – Num Sgundo
11. Chirs Lake – Only one
12. Spoon, Harris e Obernik – Batitude
13. Priors – What you need
14. Robert Abigail – Mojito song
15. Shark e Sylvain – Call me feta Lara Love
16. Henry John Morgan – Cherokee
17. The Something Experience – German sparkle party
18. Sos – Trompeta
19. Outwork – Up e down (feat. Jay Rolandi)
20. Cube Guys – Be free
21. Pain e Rossini – Dreams (feat. Alex Guesta)